# Кешало (Сагареджойский муниципалитет)
Кешало (груз. ქეშალო) — село в Грузии. Находится в Сагареджойском муниципалитете края Кахетия. Высота над уровнем моря составляет 470 метров. Население — 2438 человека (2014).